# Benny Heller
Benny Heller oder Ben Heller war ein US-amerikanischer Jazzgitarrist des Swing, der Ende der 1930er Jahre bei Benny Goodman spielte und danach bei Harry James.
Heller war Rhythmusgitarrist in der Steel Pier Band von Alexa Bartha in Atlantic City, bevor er März oder April 1938 zu Benny Goodman kam, als Nachfolger von Allan Reuss. Er verließ die Band mit Harry James im Januar 1939, als dieser eine eigene Band gründete, in der auch Heller spielte. Von ihm existieren Aufnahmen von 1938 bis 1947. Anfang der 1990er Jahre verkaufte er Instrumente der Firma Gretsch im Raum Washington, D.C.
1938 und 1940 gewann er den Leser-Poll der Zeitschrift Down Beat als Gitarrist.